# Чингола
Чингола (на английски: Chingola) е град в централната част на Северна Замбия, провинция Копърбелт. Близо е до границата с Демократична република Конго. Основан е през 1940 г. Има жп гара, от която на север се пътува до Демократична република Конго, а на юг към градовете Муфулира, Китуе и Ндола. Заедно със съседния град Нчанга образуват център на медодобивна промишленост. Населението му е 185 246 жители, по данни от 2010 г.